# Rotem Tene
Rotem Tene, né le 30 mars 2001 à Hod Hasharon, est un coureur cycliste israélien.

## Biographie
Rotem Tene est né à Hod Hasharon. Il pratique le triathlon entre sept et quatorze ans avant de passer au cyclisme,. En catégorie junior, il évolue principalement en Belgique, où il est installé dans une famille d'accueil. Il est avant tout décrit comme un bon sprinteur. 
En 2018, il se classe troisième du championnat d'Israël du contre-la-montre juniors. Deux ans plus tard, il termine quatrième du championnat d'Europe de course à l'élimination espoirs. Il intègre ensuite la réserve de l'équipe Israel Start-Up Nation en 2021. Avec cette formation, il devient vice-champion d'Israël sur route espoirs. Sur piste, il finit neuvième de la course à l'élimination aux championnats du monde, chez les élites.
Lors de la saison 2022, il devient champion d'Israël de l'omnium. Il se distingue aussi sur route en terminant cinquième de son championnat national, sixième du Grand Prix Criquielion et dixième de Paris-Tours espoirs. En 2023, il se classe troisième d'une étape sur le Tour de l'Avenir et treizième de Paris-Roubaix espoirs. Il obtient également divers tops dix au Tour de Bretagne, à l'Alpes Isère Tour et à la Ronde de l'Oise.

## Palmarès sur route

### Par année
- 2018
  - 3e du championnat d'Israël du contre-la-montre juniors
- 2021
  - 2e du championnat d'Israël sur route espoirs
- 2022
  - 1re étape du Tour d'Eliat (contre-la-montre)
  - 3e du Tour d'Eliat
- 2025
  - 2e du Mémorial Andrzej Trochanowski

### Classements mondiaux
| Année                                 | 2021  | 2022  | 2023  | 2024  |
| ------------------------------------- | ----- | ----- | ----- | ----- |
| Classement mondial                    | 1190e | 1202e | 1209e | 2100e |
| UCI Europe Tour                       | 878e  | 841e  | nc    | nc    |
|                                       |       |       |       |       |
| Légende : nc = non classéSource : UCI |       |       |       |       |

## Palmarès sur piste

### Championnats nationaux
- 2020
  - 3e du championnat d'Israël du scratch
- 2022
  -  Champion d'Israël de l'omnium
  - 2e du championnat d'Israël de course à l'élimination
  - 3e du championnat d'Israël de course aux points
- 2023
  -  Champion d'Israël de course à l'élimination
  -  Champion d'Israël de l'omnium
  -  Champion d'Israël du scratch
  - 2e du championnat d'Israël de l'américaine